# Marie-Caroline de Bourbon-Siciles (1822-1869)
Pour les articles homonymes, voir Marie-Caroline de Bourbon-Siciles et Bourbon-Siciles.
 (février 2019).
Si vous disposez d'ouvrages ou d'articles de référence ou si vous connaissez des sites web de qualité traitant du thème abordé ici, merci de compléter l'article en donnant les références utiles à sa vérifiabilité et en les liant à la section « Notes et références ».
Marie-Caroline-Auguste de Bourbon-Siciles, par son mariage, duchesse d’Aumale, est née à Vienne, en Autriche, le 26 avril 1822 et morte le 6 décembre 1869 à Twickenham, au Royaume-Uni. C'est une personnalité de la monarchie de Juillet.

## Famille
Marie-Caroline est l'unique fille survivante des quatre enfants de Léopold de Bourbon-Siciles (1790-1851), prince des Deux-Siciles et prince de Salerne, et de son épouse et nièce l'archiduchesse Marie-Clémentine d'Autriche (1798-1881).
Par son père, elle est l'une des petites filles du roi Ferdinand Ier des Deux-Siciles (1751-1825) et de la reine Marie-Caroline d'Autriche (1752-1814) tandis que, par sa mère, elle a pour grand-père l'empereur François Ier d'Autriche et l'impératrice Marie-Thérèse de Bourbon-Naples (1772-1807). Le 25 novembre 1844 à Naples, la princesse épouse Henri d'Orléans (1822-1897), duc d'Aumale. Fils du roi Louis-Philippe Ier (1773-1850) et de son épouse la reine Marie-Amélie de Bourbon-Siciles (1782-1866). Descendant tous deux du roi Ferdinand Ier des Deux-Siciles et de la reine Marie-Caroline d'Autriche,  les jeunes mariés ont donc de très proches cousins.
Les mariages consanguins dont ils sont issus  on en ignorait alors les conséquences) et leur proche parenté expliquent la fragilité constitutive de leur descendance, les dangers d'une trop grande consanguinité étant ignorés à l'époque.

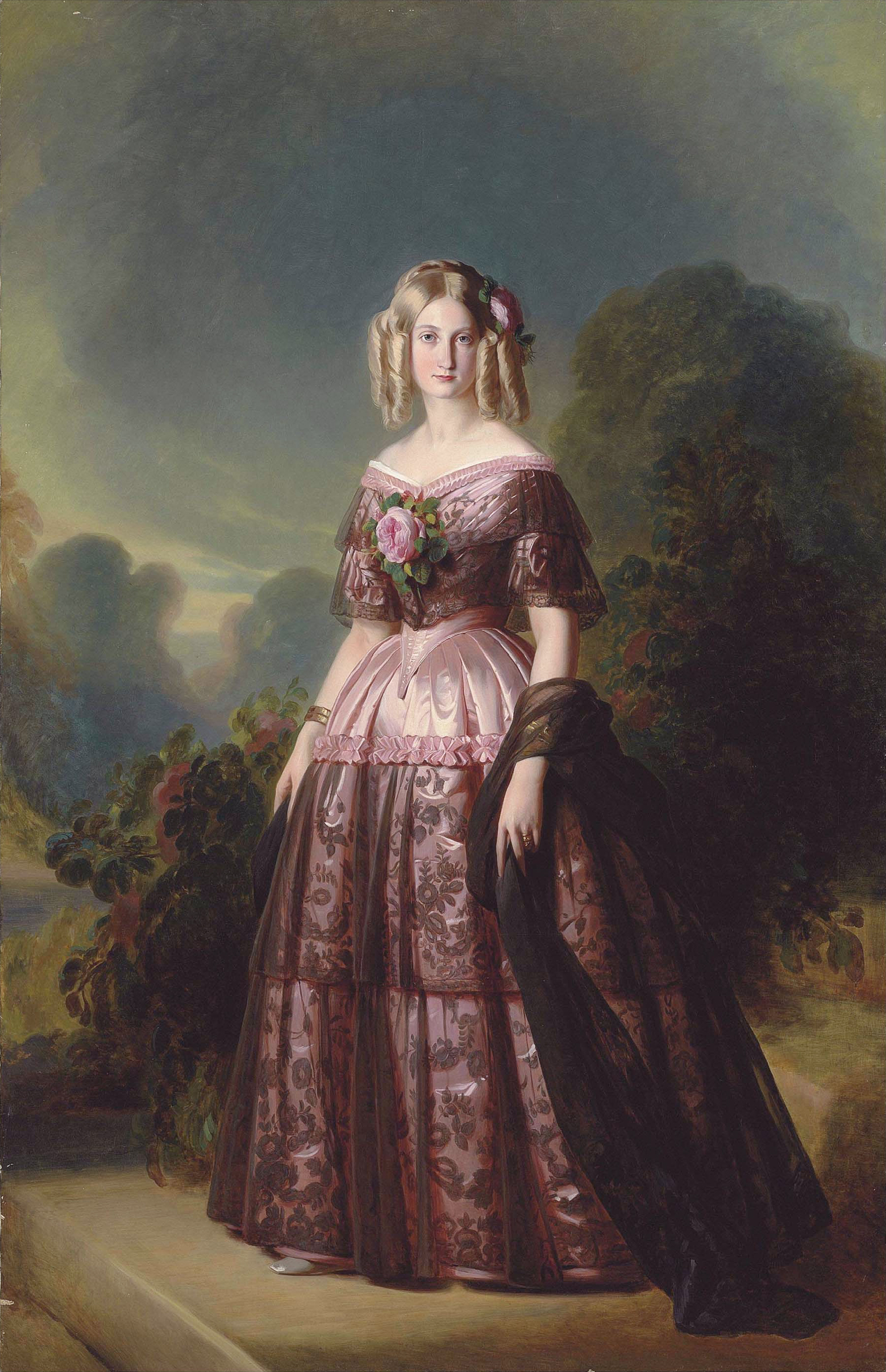
La duchesse d'Aumale (1843).
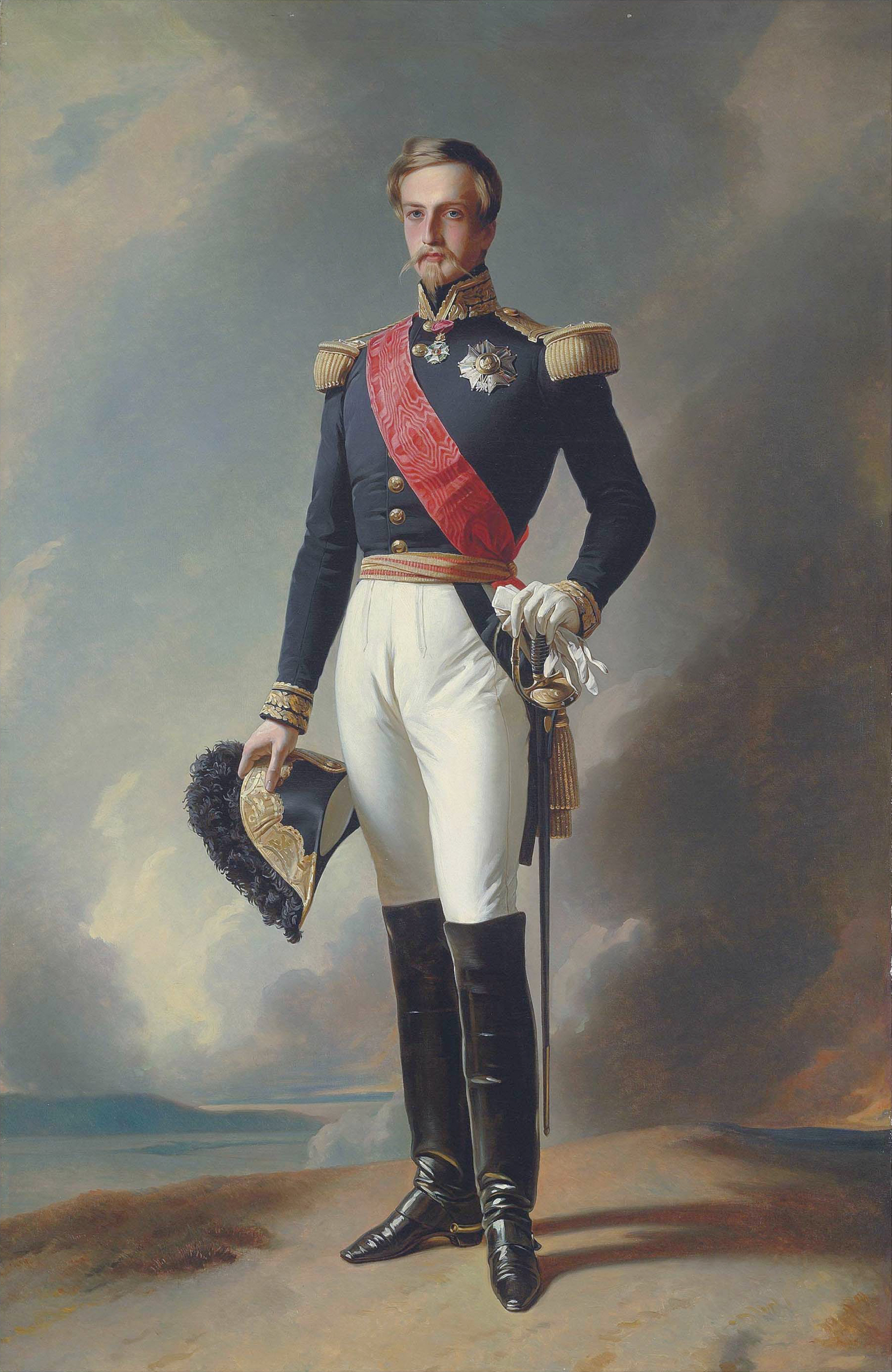
Le duc d'Aumale (1843).
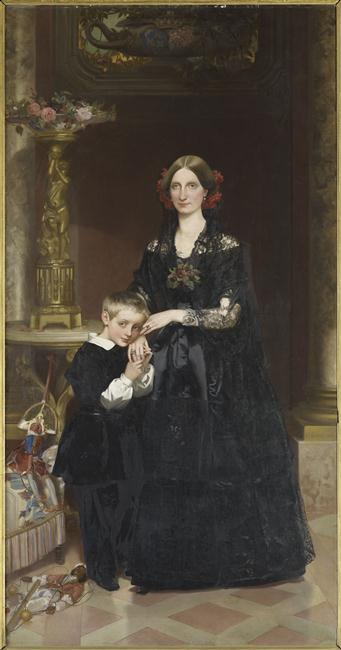
la duchesse d'Aumale et son fils, le prince de Condé (1851).
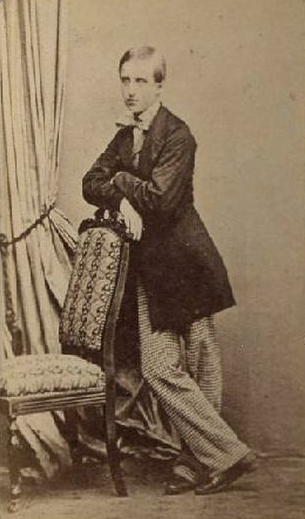
Le prince de Condé (1863).

Le couple conçoit huit enfants, mais six meurent en bas âge et seuls deux survivent mais meurent au sortir de l'adolescence :
- Louis Philippe Marie Léopold d'Orléans (Saint-Cloud, 15 novembre 1845 – Sydney, 24 mai 1866), titré prince de Condé ;
- Henri Léopold Philippe Marie d'Orléans (château de Saint-Cloud, 11 septembre 1847, mort au même lieu le 10 octobre 1847), duc de Guise ;
- Une fille mort-née au château de Claremont le 16 août 1850 ;
- François Paul d'Orléans (Palerme, 11 janvier 1852 - Twickenham, 15 avril 1852), duc de Guise ;
- François Louis Philippe Marie d'Orléans (Twickenham, 5 janvier 1854 – Paris, 25 juillet 1872), duc de Guise ;
- Un fils mort-né en mai 1857 ;
- Un enfant mort-né le 15 mai 1861 ;
- Un enfant mort-né en juin 1864.

## Biographie
Après la révolution de février 1848, le duc et la duchesse d'Aumale s'établissent en Angleterre et ne tardent pas à y acheter une demeure, Orleans House, près de Twickenham. L'amitié qui lie Marie-Caroline à la reine Victoria facilite alors l'exil des Orléans.
La princesse de Salerne, veuve en 1851, les y rejoint.
Après la mort de son fils aîné en 1866, Marie-Caroline reste inconsolable. Elle n'en accueille pas moins chaleureusement la duchesse Sophie-Charlotte en Bavière qui vient d'épouser en 1868 son neveu, le duc d'Alençon et avec qui elle se lie d'amitié. La jeune femme, enceinte, étant dépressive, le couple Aumale prête aux jeunes mariés leur demeure de Palerme.
Atteinte d'une pathologie respiratoire, la duchesse d'Aumale meurt en exil, d'une embolie pulmonaire en 1869, sans avoir revu la France. Elle est alors âgée de seulement quarante-six ans. De tous ses enfants, il ne lui reste qu'un fils de 15 ans qui meurt trois ans plus tard.
Le duc et la duchesse d'Aumale ont vécu un amour réciproque qui ne s'est jamais démenti. Une fois son épouse morte, le prince refuse de se remarier. Après 28 années de veuvage, il meurt d'une crise cardiaque en apprenant le décès dans des circonstances tragiques de sa nièce, la duchesse d'Alençon.

## Titulature et décorations

### Titulature
- 26 avril 1822 – 25 novembre 1844 : Son Altesse royale la princesse Marie-Caroline des Deux-Siciles.
- 25 novembre 1844 – 6 décembre 1869 : Son Altesse royale la duchesse d'Aumale, princesse d'Orléans.

### Décorations dynastiques
- Dame de l'ordre de la Reine Marie-Louise (royaume d'Espagne, 19 octobre 1846)
- Dame de l'ordre de la Croix étoilée (maison de Habsbourg)